# قتل آیانا جونز
آیانا مونای استنلی جونز (۲۰ ژوئیه ۲۰۰۲ – ۱۶ مه ۲۰۱۰) یک کودک آمریکایی هفت ساله اهل ایست ساید دیترویت بود که در جریان حمله ای که توسط تیم واکنش سریع اداره پلیس دیترویت انجام شد، توسط افسر پلیس جوزف ویکلی از ناحیه گردن مورد شلیک قرار گرفت و کشته شد. تیم واکنش سریع پلیس یک مظنون را در آپارتمانی یک طبقه بالاتر از جونز در ۱۶ می ۲۰۱۰ هدف گرفته بود. مرگ او توجه رسانه ملی را به خود جلب کرد و باعث شد جان کانیرز، نماینده ایالات متحده، از اریک هولدر، دادستان کل ایالات متحده درخواست کند تا تحقیقات فدرال در مورد این حادثه را انجام دهد.
افسر جوزف ویکلی در ارتباط با قتل جونز متهم شد. در اکتبر ۲۰۱۱، او به قتل غیرعمد و سهل‌انگاری مقصرانه متهم شد. اولین محاکمه ویکلی در ژوئن ۲۰۱۳ در یک محاکمه نامشروع به پایان رسید. محاکمه مجدد او در سپتامبر ۲۰۱۴ آغاز شد. در ۳ اکتبر، قاضی، سینتیا گری هاتاوی، اتهام قتل غیرعمد علیه ویکلی را رد کرد و او را تنها به خاطر یک اتهام محاکمه کرد: شلیک نامحتاطانه با سلاح گرم. در ۱۰ اکتبر، دادگاه دوم با محاکمه دیگری به پایان رسید. در ۲۸ ژانویه ۲۰۱۵، یک دادستان آخرین اتهام باقی مانده علیه ویکلی را کنار گذاشت و اطمینان حاصل کرد که محاکمه سومی وجود نخواهد داشت.

## پس زمینه
در ۱۴ مه ۲۰۱۰، جِریَن بلیک، دانش آموز سال آخر دبیرستان جنوب شرقی در نزدیکی تقاطع خیابان‌های مک و بنیتو در سمت شرقی دیترویت مورد اصابت گلوله قرار گرفت و کشته شد. در پایان روز بعد، پلیس چانسی اوونز را به عنوان مظنون به مرگ بلیک شناسایی کرد و حکمی برای جستجوی خیابان ۴۰۵۴ لیلیبریج، جایی که گمان می‌رفت اوونز در آنجا پنهان شده باشد، به دست آورد.
ساختمان دوبلکس بود. لاکریستا سندرز دوست دختر اونز در آپارتمان طبقه بالا زندگی می‌کرد، در حالی که مادرش و مادربزرگ آیانا جونز، مرتیلا جونز، در آپارتمان طبقه پایین زندگی می‌کردند. در زمان وقوع حادثه آیانا جونز روی کاناپه در اتاق جلوی آپارتمان طبقه پایین خواب بود. اوونز در آپارتمان طبقه بالا بود.
یک خدمه تلویزیون A&E، تیم واکنش ویژه پلیس را برای جمع‌آوری فوتیج برای The First 48 همراهی می‌کرد. ویکلی در یکی دیگر از نمایش‌های پلیس A&E، دیترویت SWAT، حضور داشت.
اوونز بعداً در قتل بلیک مجرم شناخته شد.

## مرگ
طبق گزارش‌های مطبوعاتی، پلیس تا ساعت ۱۲:۴۰ صبح روز یکشنبه، ۱۶ مه ۲۰۱۰ در صحنه حضور داشت. در تلاش برای منحرف کردن ساکنان، پلیس یک نارنجک فلاش را از پنجره جلوی آپارتمان پایینی، جایی که آیانا جونز در آن خوابیده بود، پرتاب کرد. افسر ویکلی ادعا کرد که نارنجک فلاش متعاقباً دید او را نسبت به فرد روی کاناپه در اتاق نشیمن کور کرد.
افسران پلیس، اطرافیان و ساکنان خانه در مورد وقایع پس از آن اختلاف نظر داشتند. بر اساس گزارش‌ها، چند ثانیه پس از ورود به خانه، ویکلی گلوله مرگبار را شلیک کرد. او راه خود را به داخل باز کرد و توسط یک سپر بالستیک محافظت می‌شد. ویکلی مدعی شد که مرتیلا جونز، مادربزرگ پدری آیانا جونز، سعی کرد به مسلسل MP5 او سیلی بزند که باعث شلیک آن شد. گلوله به آیانا اصابت کرد و او را کشت. ویکلی اظهار داشت: «زنی در داخل اسلحه من را گرفت. شلیک شد. گلوله به یک کودک اصابت کرد.»
مرتیلا جونز گفت زمانی که نارنجک از پنجره وارد شد، دستش را به سمت نوه اش برد، نه به سمت تفنگ افسر، زیرا نارنجک فلاش کودک بیچاره را سوزانده بود. او گفت که با هیچ افسری تماسی نداشته است.
پس از شلیک گلوله، ویکلی به گروهبان خود گزارش داد که زنی در داخل اسلحه او را گرفته است. پلیس مرتیلا را دستگیر کرد، آزمایش مواد مخدر و باروت را انجام داد و صبح یکشنبه او را آزاد کرد. در محاکمه مجدد ویکلی در سال ۲۰۱۴، فاش شد که اثر انگشت مرتیلا روی تفنگ ویکلی یافت نشد. جفری فیگر، وکیل خانواده، گفت که پلیس تیری را شلیک کرد که از بیرون خانه به آیانا اصابت کرد، احتمالاً از در باز ورودی.
ویکلی یکی از اعضای تیم SWAT دیترویت و سوژه مکرر شبکه A&E (A&E) بود، که گروه‌های فیلمبرداری آن نیز در حال فیلمبرداری از تحقیقات برای مجموعه تلویزیونی مستند The First 48 بودند.
چانسی اوونز، مظنونی که هدف حمله برای دستگیری و دوست پسر خاله آیانا یعنی لاکریستا سندرز بود، در آپارتمان طبقه بالایی دوبلکس پیدا شد و بدون حادثه تسلیم شد.

## تشییع جنازه
مراسم خاکسپاری آیانا جونز در کلیسای دوم ابنزر در ۲۲ می ۲۰۱۰ در دیترویت برگزار شد. چارلز جونز، پدر آیانا در مراسم خاکسپاری به یاد دخترش کت و شلوار مشکی، کراوات صورتی و دستمال صورتی پوشید زیرا صورتی رنگ مورد علاقه آیانا بود.

## گردهمایی
در ماه مه ۲۰۱۶، BlackMattersUS یک تجمع کوچک به یاد جونز برگزار کرد. خانواده‌های افرادی که توسط افسران پلیس کشته شدند و فعالان در زیر پای مجسمه روح دیترویت در مقابل مرکز شهرداری کلمن ای. یانگ در دیترویت تجمع کردند. در ۲۰ ژوئیه ۲۰۱۶، پلیس دیترویت شش فرد ناشناس را به دلیل زنجیر کردن خود به حوزه ای از اداره پلیس دیترویت دستگیر کرد. بخش دیترویت از پروژه جوانان سیاه‌پوست 100 (BYP100) و زندگی سیاه پوستان مهم است دیترویت این تجمع را در جشن تولد ۱۴ سالگی او برگزار کردند. معترضان خواستار خاتمه افسر ویکلی شدند، زیرا او به عنوان رئیس مشترک کمیته نژاد و برابری اداره پلیس دیترویت انتخاب شده بود. مادربزرگ مرتیلا جونز گفت: «باید از مواردی مانند این انتظار پاسخگویی داشت، زیرا پلیس نمی‌تواند به کشتن مردم ادامه دهد و از زیر بار آن فرار کند.»
1. ↑  "Killing of Aiyana Jones". Wikipedia (به انگلیسی). 2024-11-09.